# Blanche (cântăreață)
Ellie Delvaux (n. 10 iunie 1999), mult mai cunoscută după numele de scenă Blanche, este o cântăreață și compozitoare belgiană. Ea a reprezentat Belgia la Concursul Muzical Eurovision 2017 cu piesa „City Lights”, unde s-a clasat pe locul 4 cu un punctaj cumulat de 363 de puncte. Blanche a participat anterior în sezonul 5 al The Voice Belgia, ca membră a duo-ului Cats on Trees.